# برانکس‌ویل (نیویورک)
برانکس‌ویل (به انگلیسی: Bronxville) یک روستا در شهرستان وست چستر نیویورک که در ۲۴ کیلومتری شمال میدتاون منهتن واقع شده و جزیی از شهرک ایست چستر است. برانکس‌ویل ۲٫۵ کیلومتر مربع مساحت و ۶٬۳۲۳ نفر جمعیت دارد و ۲۸ متر بالاتر از سطح دریا واقع شده‌است.